# 王慧龍

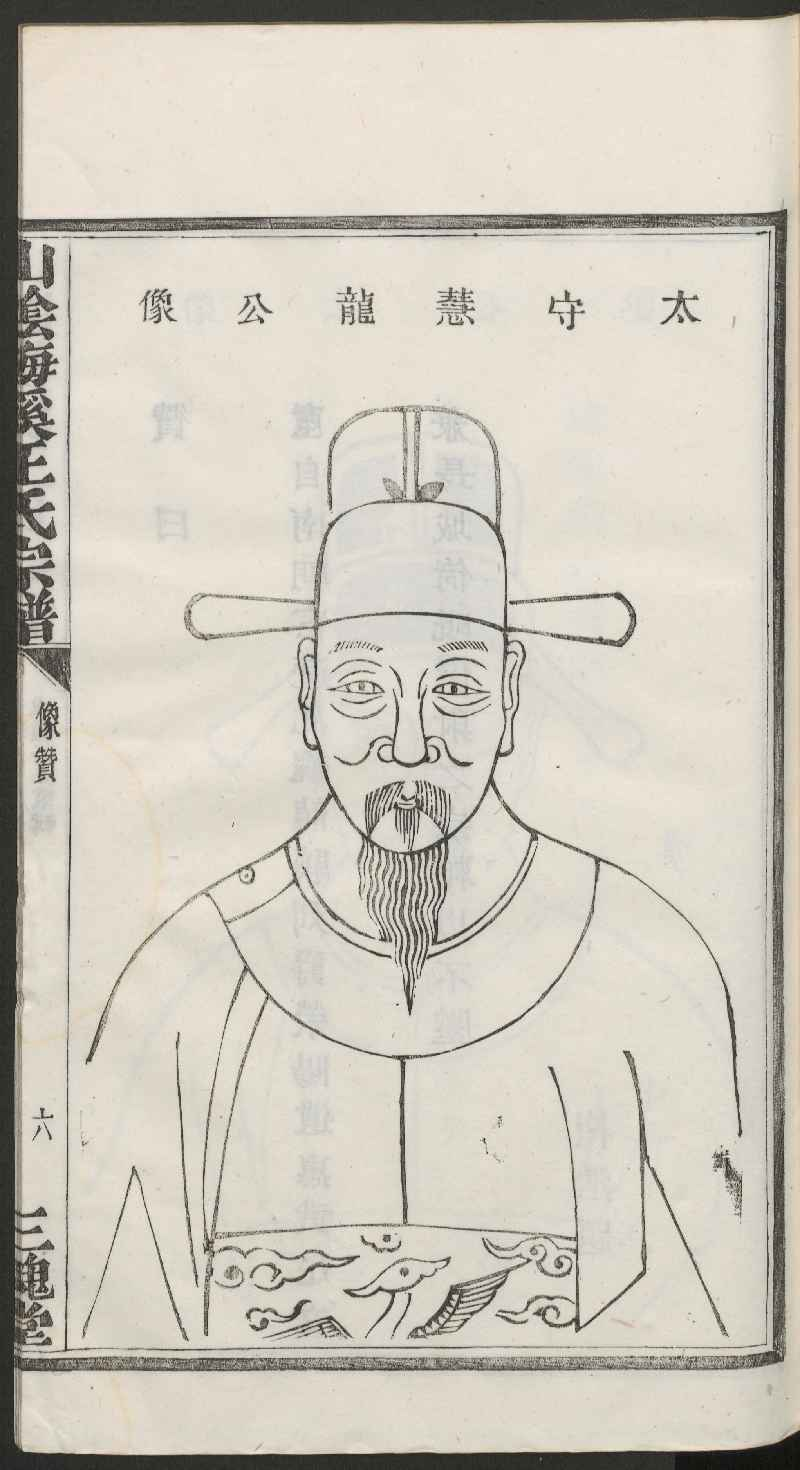
王慧龍

王慧龍（391年—440年），自稱是太原晉陽人，東晉時期人，北魏官员。

## 生平
王慧龍是晉安帝司馬德宗時尚書僕射王愉之孫，散騎侍郎王緝之子。幼聰慧，王愉以為諸孫之龍，故名慧龍。王愉以前對劉裕不禮貌，劉裕得志後，王愉被族滅。慧龍年十四歲，為沙門僧彬所匿。王慧龍從南方來到了北魏。崔浩之弟崔恬將女兒嫁給他。王慧龍的鼻子寬大（齇，酒糟鼻），江東謂之“齇王”。崔浩多次向王公大臣們讚美，一則曰：“信王家兒也”，再則曰：“真貴種矣。”。崔浩女兒嫁給尚書盧遐，崔浩說：“汝等將來所生，皆我之自出，可指腹為親。王慧龍的儿子王宝兴，將娶盧女。浩為撰儀，躬自監視。謂諸客曰：此家禮事，宜盡其美。”這個故事是〈指腹為婚〉的經典戲曲。
北魏太武帝拓拔燾以王慧龍為滎陽太守，“在郡十年，農戰並修，大著聲績，歸附者萬餘家。”太平真君元年（440年），拜使持節、寧南將軍、虎牢鎮都副將，未至而卒，葬於河內州縣之東鄉，贈安南將軍、荊州刺史，諡穆侯。撰有帝王制度十八篇，稱為《國典》。

## 家族

### 夫人
- 清河崔氏，北魏平南将军、豫州刺史、阳武侯崔恬之女

### 子女
- 王宝兴，北魏龙骧将军、长社侯
- 王氏，嫁北魏龙骧将军、荥阳郡太守、姑臧穆侯李承[4]

## 延伸阅读
[在维基数据编辑]
 《魏書/卷38》，出自魏收《魏书》
 《北史·卷035》，出自李延壽《北史》